# Союз действия студентов Индонезии
Союз действия студентов Индонезии, КАМИ (индон. Kesatuan Aksi Mahasiswa Indonesia, KAMI) — индонезийская организация антикоммунистической студенческой молодёжи. Сыграл видную роль в антикоммунистической кампании 1965—1966 годов, разгроме КПИ и свержении президента Сукарно.

## Организация

### Структура
Союз индонезийских студентов-антикоммунистов был создан 25 октября 1965 — после подавления попытки государственного переворота под руководством Унтунга Шамсури. В него вошли джакартские студенты преимущественно католического и мусульманского вероисповеданий, активисты оппозиционных организаций. Многие из них были сторонниками правомусульманской, католической и социалистической партий, запрещённых режимом Сукарно.
Создание КАМИ стало важным шагом в общем процессе консолидации антикоммунистических и антисукарновских сил. От лица армейского командования его поддержал и лично санкционировал министр образования и науки генерал Сяриф Тайеб. Важную роль в организации сыграл католический проповедник-иезуит Йооп Бек — организатор антикоммунистического и антиисламистского движения Индонезии, политический партнёр Боба Сантамарии, основатель военизированной группировки KASBUL.
Численность КАМИ составляла около 10 тысяч человек. В альянсе с КАМИ выступали объединения старшеклассников и выпускников — Союз действия учащейся молодёжи Индонезии (КАППИ) и Союз действия университетских выпускников Индонезии (индон. Kesatuan Aksi Sarjana Indonesia, KASI). Вокруг КАМИ сгруппировались также организации девушек (KAWI), молодых рабочих (KABI), крестьян (KATI) и предпринимателей (KAPNI).

### Программа
Идеологическая платформа конгломерата соединяла самый жёсткий антикоммунизм с принципами Панча Сила. В католической части заметны были праворадикальные установки KASBUL, в мусульманской — исламской студенческой ассоциации HMI.
КАМИ и аффилированные организации выдвинули к властям Три народных требования — Tri Tuntutan Rakyat (TRITURA):
- запрещение коммунистической партии, всех связанных с ней организаций и идеологии марксизма-ленинизма;
- изгнание коммунистов и их сторонников из всех органов власти;
- снижение цен на товары массового спроса, прежде всего на продовольствие и одежду.

### Лидеры
Возглавили КАМИ студенты Университета Индонезия и других вузов страны — Космас Батубара (католик, социолог и политолог, ранее работал учителем), Абдул Гафур (мусульманин, медик), Софьян Вананди (католик, экономист), Юсуф Вананди (католик, юрист), Акбар Танджунг (мусульманин, инженер), Юсуф Калла (мусульманин, экономист), Давид Напитупулу (протестант, юрист), Ариф Будиман (по рождению — Со Хок Чжун, католик, впоследствии мусульманин, психолог и социолог). Многие из них (прежде всего Космас Батубара и братья Вананди) были учениками Йоопа Бека, активистами KASBUL. Председателем Союза стал 27-летний Космас Батубара.

## Действия

### Против компартии
КАМИ всемерно поддерживал антикоммунистические чистки, проводимые индонезийской армией, католическими активистами и мусульманскими формированиями Координационного центра по разгрому контрреволюционного движения. Союз требовал немедленного запрета Коммунистической партии Индонезии (КПИ), ареста государственных деятелей, состоявших в компартии или симпатизировавших ей. Космас Батубара составил арестный список из пятнадцати министров, начиная с Субандрио.
Активисты КАМИ принимали непосредственное участие в убийствах коммунистов. Ещё до официального учреждения Союза, 8 октября 1965, члены PMKRI и KASBUL (которыми руководил Йооп Бек) вместе с мусульманской молодёжью, поднятой по призыву Субхана ЗЭ, активно участвовали в разгроме джакартской штаб-квартиры КПИ. По воспоминаниям Бурхануддина ЗР, военные ставили студентов-католиков из КАМИ командирами боевиков-мусульман.

Из студенческих общежитий устраивались экспедиции за коммунистами. По их результатам иногда вывозились грузовики трупов.

Наибольшую активность боевики КАМИ развивали в Джакарте. Руководитель столичной организации Софьян Вананди был даже арестован полицией, но уже через несколько дней освобождён.
С 4 ноября 1965 КАМИ проводил практически непрерывные демонстрации с требованием запрета КПИ. С 12 января 1966 оформилось уличное движение под лозунгами TRITURA.

### Против Сукарно

#### Антипрезидентская позиция
КАМИ, как и другие подобные ему союзы, активно выступал не только против коммунистов, но и против президента Сукарно. Мощная студенческая антипрезидентская демонстрация состоялась в Джакарте 10 января 1966. На следующий день началась всеобщая университетская забастовка. 15 января Сукарно выступил с угрожающей речью, но быстро вынужден был сдать позиции. 18 января 1966 делегация КАМИ во главе с Космасом Батубарой и Давидом Напитупулу встретилась с Сукарно и выдвинула ультимативные требования к властям. Президент обещал всяческие уступки. Однако после завершения встречи силовики Сукарно попытались угрожать студентам, и это привело к резкому ужесточению протестов.

Сукарно не учитывал, что студенты, которые пришли к нему — люди сильные и независимые. Если нападали на одного из нас, например, на меня, другие этого не спускали.

Космас Батубара

Студенты организовывали массовые демонстрации под лозунгами «Сукарно-1945 — да, Сукарно-1966 — нет!» Особую ненависть КАМИ вызывал министр иностранных дел Субандрио, которого рисовали вместе с собакой пекинесом, намекая на его связи с китайским режимом Мао Цзэдуна. Здание посольства КНР в Джакарте в начале февраля было разгромлено студентами.

#### Февральское столкновение
Переломный момент наступил 24 февраля 1966. Демонстрация КАМИ переросла в ожесточённые столкновения с охраной президентского дворца. Несколько человек погибли, в том числе мусульманский активист КАМИ Ариф Рахман Хаким, студент медицинского факультета Университета Индонезия.
Сукарно издал распоряжение о запрете Союза. 25 февраля 1966 лицензия КАМИ была отозвана. Однако армейское командование во главе с генералом Сухарто санкционировало продолжение деятельности КАМИ и обеспечило вооружённую защиту студентов. Особенно тесно сотрудничал с КАМИ командир парашютно-десантного спецподразделения полковник (впоследствии генерал) Сарво Эдди. Резко активизировалась также деятельность КАППИ.
События 24 февраля, гибель молодёжных активистов усилили общественное отторжение «старого порядка» и персонально Сукарно. Отставка президента стало неминуемой.

Перевес КАМИ, КАППИ и стоящих за ними сил был явным.

#### Свержение Сукарно
Выступления КАМИ продолжались. Союз решительно требовал отстранения от власти Сукарно, ареста Субандрио, радикальной чистки госаппарата. Особенно жёсткие столкновения происходили в Джакарте и Бандунге в марте—апреле и в августе 1966. Активисты КАМИ и КАППИ сходились в драках и перестрелках с боевиками «Фронта мархаэнов» — левого крыла Национальной партии Индонезии, возглавляемого Али Сурахманом.
Враждебными были отношения КАМИ с «Фронтом Сукарно», создание которого президент инициировал в январе 1966 года. Однако вскоре это объединение было взято под контроль военными и практически прекратило существование.
Студенты проводили митинги у президентского дворца, взяли штурмом офис МИД, обыскали кабинет Субандрио. Эти акции стали веским доводом при фактическом отстранении Сукарно от власти и передаче президентских полномочий Сухарто 11 марта 1966 (формальная отставка состоялась год спустя). Через неделю, 18 марта, был арестован Субандрио. 
Последняя вспышка насилия с участием КАМИ произошла в Бандунге 19 августа 1966, был застрелен студент Джулиус Усман (не путать с носившим то же имя председателем КАППИ).

## Разногласия
После решения главных политических задач — ликвидации КПИ и устранения Сукарно — военные власти стали проявлять обеспокоенность анархическим разгулом молодёжного радикализма. Началась унификация студенческого движения под контролем новых властей. Главным инструментом этой политики стал союз университетских выпускников KASI. На съезде в Бандунге в конце 1966 года KASI выразил готовность объединить индонезийское студенчество на основе поддержки «нового порядка».
Этот подход по-разному воспринимался в активе КАМИ. Большинство лидеров, во главе с Космасом Батубарой, готовы были выступать проводниками политики Сухарто. Они позитивно откликнулись на предложение начальника военного управления специальных операций генерала Али Муртопо заместить устранённых коммунистов в Совете народных представителей. Иную позицию заняли Ариф Будиман и его сторонники — они выступали за сохранение КАМИ как организации общественных активистов, оказывающей постоянное давление на власть.
Новый военный режим фактически не оставлял выбора. Верх взяла позиция Космаса Батубары. Самостоятельная деятельность КАМИ прекратилась.

Ариф Будиман сравнил Союз с ковбоем, который, покончив с бандитами и восстановив справедливость, ускакал из города.

## Наследие
Формально КАМИ просуществовал всего четыре месяца. Но в реальности радикальное студенческое движение Индонезии оставалось заметным политическим фактором. Многие активисты КАМИ вступили в студенческие организации, созданные режимом Сухарто, сотрудничали с индонезийской армией, участвовали в деятельности Голкар. В этой среде было особенно много энтузиастов «нового порядка», сторонников радикального курса Сарво Эдди.
Власти «нового порядка» отдавали должное роли КАМИ в событиях 1965—1966 годов. Особым почётом был окружён образ погибшего Арифа Рахмана Хакима. Его именем названа мечеть в Университете Индонезия. Судьбе Арифа Рахмана Хакима посвящено стихотворение известного поэта Тауфика Исмаила Куртка в крови.
Космас Батубара в 1978—1993 занимал посты министра жилищно-коммунального хозяйства и министра труда Индонезии, организовывал масштабное жилищное строительство; после ухода Сухарто занялся девелоперским бизнесом, с 2014 — ректор одного из джакартских университетов. Акбар Танджунг долгое время был функционером Голкар, министром жилищного строительства и по делам молодёжи; впоследствии — председателем Совета народных представителей и председателем Межпарламентской ассамблеи АСЕАН. Абдул Гафур в 1980-х возглавлял министерство по делам молодёжи и спорта. Давид Напитупулу курировал спортивную и молодёжную проблематику в Голкар. Софьян Вананди — один из крупнейших предпринимателей Индонезии, основатель корпораций Gemala Group и Santini Group. Юсуф Калла — также крупный бизнесмен, был председателем Голкара, членом правительства, с 2014 вторично занимает пост вице-президента Индонезии. Ариф Будиман — известный учёный-социолог.
С другой стороны, студенческое движение являлось генератором протестных настроений. В 1970-х годах студенческие активисты устраивали демонстрации против роста цен, чиновной коррупции, визита японского премьер-министра Какуэя Танаки. Несмотря на существенно иной характер выступлений, их участники зачастую считали себя продолжателями традиции КАМИ. В жёсткой оппозиции Сухрто находился Ариф Будиман, вынужденный покинуть Индонезию.
В современной Индонезии традиции и образы активистов КАМИ (особенно Арифа Рахмана Хакима и Джулиуса Усмана) актуализируется во время студенческих волнений. Вне Индонезии КАМИ вспоминается как пример радикального, практикующего насилие, студенческого движения антикоммунистической и, шире, антиправительственной направленности.